# 타이나카 리츠
타이나카 리츠(일본어: 田井中 律)는 카키후라이의 만화 《케이온!》의 등장인물이다.